# Zorzines nasuta
Zorzines nasuta là một loài bướm đêm trong họ Noctuidae.